# Западноевропска унија
Западноевропска унија (енгл. Western European Union (WEU), фр. Union de l'Europe occidentale (UEO)) је европска одбрамбрена и сигурносна организација основана Бриселским споразумом из 1948. године о 50-годишњем савезу против оружаних напада у Европи и о економској, социјалној и војној сарадњи, што се сматра заметком НАТО пакта и Европске уније.
Надлежности Западноевропске уније, ступањем на снагу Лисабонског споразума прелазе на ЕУ. Уговор о ЗЕУ је укинут у марту 2010. године, а она у потпуности престаје са радом до јула 2011. године.

## Бриселски споразум
Бриселски споразум је потписан од стране Уједињеног Краљевства, Француске, Белгије, Луксембурга и Холандије 17. марта 1948. Споразум је обухватао заједничку одбрамбену стратегију, као и екомоско-културну сарадњу. 1954. примљене су и Западна Немачка и Италија. Циљ организације је:
- да пружи помоћ међу чланицама у случају агресије
- да промовише заједништво Европе

Покренути су потези око делимичног спајања Западноевропске уније у Заједничку спољну и инострану агенцију Европске уније:
- 20. новембра 1999, Хавијер Солана, високи представник Заједничке иностране и сигурносне агенције ЕУа, је такође постављен за генералног секретара Западноевропске уније. На челу је обе организације са овлашћењима да овлашћена ЗЕУ пребаци Европској унији.
- Петерсберски задатак који је донела ЗЕУ 1992. године, а који је ступио на снагу 1997. на самиту у Амстердаму ЕУа, који је постао основа за Инострану и сигурносну агенцију Европске уније, који је имао задатак заједничке политике око хуманитарних акција, заједничка борба у случају криза, као и за мирнодобне акције.
- Институт за безбедносне студије Европске уније (The European Union Institute for Security Studies - EUISS) и Сателитског центра Европске уније (European Union Satellite Centre - EUSC) су заједно настале од делова ЗЕУ, од Институт за безбедносне студије Западноевропске уније и Сателитског центра Западноевропске уније.

Наводно пуно стапање се требало десити 2000. године, али од 2004. године ЗЕУ и даље постоји. 21. јуна 2001, Хавијер Солана је изјавио да нема разлога зашто би постојећи статус земаља које учествују у ЗЕУ мењати.

## Председништво
Западноевропска унија има ротирајуће председништво на шест месеци. Земља која је председавајућа Европском унијом је такође председавајућа и Западноевропске уније. Када држава која није чланица Западноевропске уније постане председавајуча ЕУом, тада претходна земља која је чланица обе организације наставља обављати функцију председника. Од 1. јула 2005. председавајућа је Уједињено Краљевство, пошто је од 1. јануара 2006. председавајућа Аустрија, као и Финска од 1. јула 2006, која исто није пуна чланица уније.

## Еурофор
Еурофор  Архивирано на веб-сајту  (6. јун 2018) је борбена јединица Западноевропског савеза која је постала борбена у јуну 1998. године.
На савету министара уније 15. маја 1995. у Лисабону. Делегација ЕУРОФОРа је настала од земаља Француске, Италије, Шпаније и Португалије.

## Чланство
| Земље чланице: Све земње су чланице Европске уније и НАТО савеза. Ово су једине чланице које има пуноправно право гласа. - Белгија - Италија - Луксембург - Немачка - Уједињено Краљевство - Француска - Холандија - Шпанија (од 27. марта 1990) - Португалија (од 27. марта 1990) - Грчка (од 1995) Земље посматрачи: Државе Европске уније, али не и НАТО савеза. 1 - Данска - Ирска - Аустрија (од 1995) - Шведска (од 1995) - Финска (од 1995) 1 Данска је изузетак. Према Мастрихтски споразумом, 1992, Данска је потписала да неће учествовати у војним и сигурносним акцијама Европске уније. Због свог чланства у обе организације добила је место посматрача. | Придружене чланице: Државе чланице НАТО савеза, али не и Европске уније, од тада Пољска, Мађарска и Чешка су постале чланице Европске уније) - Исланд - Норвешка - Турска - Мађарска (од 1999) - Пољска (од 1999) - Чешка (од 1999) Придружене партнерске земље: Државе који пре нису биле чланице ниједне организације, а које су од 2004 чланице НАТО савеза, као и Европске уније (сем Румуније и Бугарске чије се чланство у ЕУ очекује 2007) - Естонија - Летонија - Литванија - Словачка - Словенија - Бугарска - Румунија |